# Phosphila miselioides
Phosphila miselioides är en fjärilsart som beskrevs av Achille Guenée 1852. Phosphila miselioides ingår i släktet Phosphila och familjen nattflyn. Inga underarter finns listade i Catalogue of Life.